# Heteromeringia gressitti
Heteromeringia gressitti är en tvåvingeart som beskrevs av Mitsuhiro Sasakawa 1966. Heteromeringia gressitti ingår i släktet Heteromeringia och familjen träflugor. Inga underarter finns listade i Catalogue of Life.